# Stara Loka
Stara Loka je naselje v občini Škofja Loka.

## Zemljepisni položaj
Primestno naselje na levem bregu Selške Sore ali Selščice je že povsem zraščeno s Škofjo Loko, Binkljem in naseljem Virlog.  Domačini naselje imenujejo tudi Fara. Iz naselja pelje cesta proti Crngrobu, medtem, ko cesta Škofja Loka - Petrovo Brdo deli naselje na pol. Skozi naselje teče Prifarški potok, zadnji pritok Selške Sore.
Prebivalci Stare Loke se imenujejo Staroločani, lokalno se sami poimenujejo tudi Prifarci.
Prometni znaki Stara Loka so bili postavljeni leta 2009.

## Demografija
Število prebivalcev v naselju med letoma 1869 in 2002 je bilo naslednje.
| 1869 | 1900 | 1931 | 1961 | 1971 | 1981 | 1991 | 2002 |
| 500  | 485  | 451  | 748  | 1549 | 1499 | 599  | 808  |

## Zgodovina
Naselje spada med najstarejša naselja in župnije v Sloveniji, saj se prvič omenja že leta 973, župnija pa leta 1074. Naselje se leta 973 omenja kot Lonca (prvotna Loka v darilni listini). Urbar iz leta 1291 jo že imenuje kot Altenlok (Stara Loka) za razliko od mlajše Škofje Loke. Pripadala je župniji Bavarcev. Obsegala je vse loško ozemlje in je iz nje izšlo 20 današnjih župnij.
Župnijska cerkev Sv. Jurija je med najstarejšimi na Kranjskem.

## Znamenitosti

### Cerkev Svetega Jurija
Sedanja župnijska cerkev Sv.Jurija je zgrajena leta 1865 v novoromanskem slogu.  Ko so leta 1863 podrli dotedanjo cerkev, ki je bila zgrajena kot triladijska romanska bazilika z lesenim stropom so naleteli pod beležem na napis, da je bila cerkev obnovljena leta 1118. Pozneje so cerkev večkrat prenovili.
V cerkvi je oltarje izdelal Janez Gosar starejši, slike Ivan Wolf, kipi pa so delo Franca Zajca starejšega. V cerkvi stoje nagrobniki Volbenka Schwarza, ki je živel pred letom 1522, Feichtingerja iz leta 1583, Freubergerja iz leta 1661 in prisednika plemiškega sodišča Gabrijela Lukančiča iz leta 1683. Tudi na zunanji steni cerkve je vzidanih nekaj nagrobnikov, na pokopališču ob cerkvi pa je spomenik botanika Frana Jesenka, ki ima za okras izvesek nekdanje loške ključavničarske delavnice Jesenkov z letnico 1712. Na nekdanjem župnišču zahodno od pokopališča je nad vhodom naslikan grb škofa Janeza Teodorja Bavarskega iz leta 1757. Cerkvena streha je pokrita z zaliloškim skrilom.

### Starološki grad
Glavni članek: Grad Stara Loka.
Starološki grad se je verjetno razvil iz dvorca freisinškega gospostva. Prvo navedbo gradu je moč zaslediti v fevdni knjigi iz leta 1433. Pripadalo mu je precej zemljišč, več kajž in kovačnici v Podnu. Grad so si lastile vplivne rodbine Sigesdorf, Rasp, Scarlichi, Pečaher in Erberg. Bogati domačin Mihael Papler si je z nakupom pridobil lastništvo nad gradom v začetku 17.stoletja. Skupaj z drugo posestjo v Puštalu je grad prešel v lastništvo Andreja Paradeiserja oziroma za njim Ane Marije Posarelli roj. Paradeiser. Ta je zopet združila skupaj vso puštalsko posest tudi tisto ki jo je predhodno pridobil Mihael Papler. Grad je leta 1755 na dražbi kupil Matevž Demšar, trgovec s platnom z Žetine. Njegov sin Jožef Demšar, ga je leta 1819 prodal Frideriku pl. Strahlu iz Erfurta, ki je bil poročen z njegovo hčerjo Terezijo Justino Demšar. Njun sin Anton Jožef Edvard Strahl je grad prenovil in ga napolnil z umetninami in starinami izvirajočimi iz širše loške okolice. Po smrti zadnjega Strahla - Karla je grad s posestvom kupil lesni trgovec Dolenc, a ga je že leta 1935 prodal društvu Dom slepih. Društvo je pričelo 1. januarja 1937 v prostorih gradu izvajati dejavnosti varstva, nege in oskrbe odraslih oseb. To je tudi začetek tovrstne dejavnosti v Sloveniji. Dejavnost v gradu poteka do leta 1944, ko nemške okupcijske sile stanovalce premestijo v starološko župnišče. Po letu 1945 se v gradu ponovno odvijajo dejavnosti varstva, nege in oskrbe slepih oseb. Z izboljšanjem materialnih pogojev Zveza društev slepih in slabovidnih Slovenije ustanovi samostojne invalidske delavnice in pričnejo s poklicnim usposabljanjem slepih oseb za poklic telefonista, pletarja, ščetkarja, metlarja. Dom in delavnice se leta 1964 združita v Center slepih in slabovidnih. Tekom let se je dejavnost centra spreminjala, od leta 2004 pa v gradu in v letu 1979 novozgrajenem objektu poteka vartsva slepih in slabovidnih starejših občanov.
Večina bogate Strahlove zbirke je prešla v last Narodnega in Etnografskega muzeja ter Narodne galerije v Ljubljani.
Grad ima ohranjene okrogle obrambne stolpe in južni trakt s konzolnimi pomoli. Okoli gradu je bil tudi obrambni jarek, ki pa je danes zasut. V grajskem pritličju je vzidan nagrobnik nekdanjega lastnika gradu Viljema Raspa iz leta 1530. Domačini grad poimenujejo tudi Strahlov grad. Leta 1999 je bil grad razglašen za kulturni spomenik državnega pomena.

### Krvavo znamenje
Glavni članek: Krvavo znamenje pod Gavžnikom.
Ob odcepu ceste v Crngrob stoji Krvavo znamenje. Znamenje stoji na mestu, kjer so z obglavljanjem izvajali smrtne obsodbe.

### Ostale znamenitosti
V bližini Krvavega znamenja je Dolenčeva hiša s portalom s podboji iz kamnitniškega konglomerata. V spomin na požar leta 1817 stoji sredi vasi kapelica, ki je poslikana s freskami podobarja Janeza Gosarja starejšega. V hiši nasproti kapelice na obodu gotskih vrat je možno videti vklesan napis Hans Hos 1592. V tej hiši je živel Janž Kos, vodja loških luteranov. Freisinško-deželnoknežja komisija je Janža Kosa leta 1589 izgnala iz mesta, sama hiša pa je bila verjetno Raspov dvorec.
Blizu ceste za Kamnitnikom so Nemci 9.februarja 1944 ustrelili 50 talcev kot maščevanje za SS vojaka, ki so ga dva dni pred tem ustrelili v Stari Loki. Ubite talce so Nemci razstavili na cesti na kraju atentata, pozneje pa so jih pokopali v Begunjah. Na dogodek spominja postavljeni spomenik.

## Znameniti Staroločani
Iz Stare Loke so doma med drugimi tudi
- Anton Bernik (1751-1817), strokovni pisatelj in zdravnik
- Lovro Bogataj (1889-1967), pravnik, strokovni publicist
- Jože Gostič (1900-1963), operni pevec
- Lovro Hafner (1883-1963), glasbenik,organist in skladatelj
- Andrej Karlin (1857-1933), duhovnik, tržaški in nato lavantinski škof
- Davorin Karlin (1849-1912), šolnik, sodelavec Ljubljanskega zvona
- Janez Langerholz (1880-1948), duhovnik, nabožni pisatelj
- Janez Papler (17.st.), latinski pesnik
- Simon Vilfan (1802-1881), duhovnik, zgodovinar in nabožni pisatelj